# Pedro III de Portugal
Pedro III (Lisboa, 5 de julho de 1717 – Queluz, 25 de maio de 1786), apelidado de o Capacidónio, o Sacristão e o Edificador, foi o Rei Consorte de Portugal e dos Algarves de 1777 até à sua morte. Era filho do rei João V e da sua esposa a arquiduquesa Maria Ana da Áustria, sendo assim irmão mais novo do rei José I e tio de Maria. D. Pedro III nunca participou na política e sempre deixou os assuntos de governo a cargo de sua esposa.

## Biografia

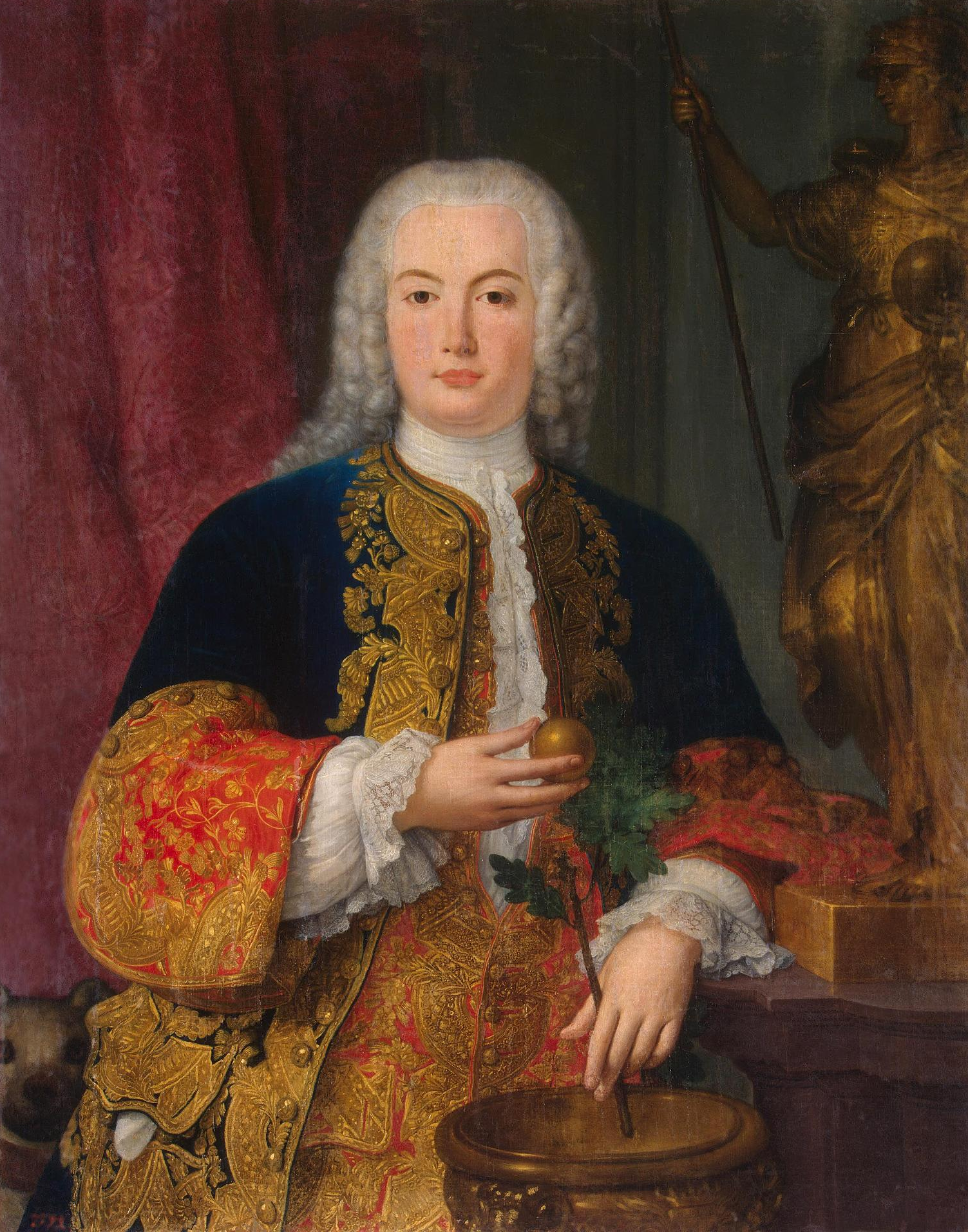
D. Pedro, enquanto Infante de Portugal, em retrato de 1745 (28 anos de idade)

Filho favorito de D. João V, rei de Portugal, que o investiu na dignidade de Grão-Prior do Crato, Senhor da Casa do Infantado (pertença dos segundos filhos dos reis de Portugal) e ainda Cavaleiro da Ordem do Tosão de Ouro de Espanha, o infante D. Pedro terá por uma vez ou outra hostilizado seu irmão, o príncipe D. José, herdeiro do trono. No reinado deste, chegou a receber ordem para se manter em Queluz (então Quinta do Infantado), retirado da corte. Deve-se a D. Pedro III a iniciativa da transformação, iniciada em 1747, da "Casa de Campo da Quinta do Infantado", em que trabalharam o arquitecto português Mateus Vicente de Oliveira e o arquitecto escultor francês Jean-Baptiste Robillon. 
Não está provado que D. Pedro III, enquanto Príncipe do Brasil, se tenha oposto abertamente àquilo que se convencionou chamar terror pombalino. Mas quando da sua ascensão ao trono juntamente com sua esposa e sobrinha D. Maria I, após a morte do monarca D. José I, seu irmão, D. Pedro mostrou-se receptivo aos queixumes dos inimigos do Marquês de Pombal e é conhecido o seu desejo de que a repressão contra o marquês e seus apoiantes fosse ainda mais longe. Charles Gravier, conde de Vergennes, diplomata e posteriormente ministro francês dos Negócios Estrangeiros, preocupado, escreve sobre as suas «ideias de perseguição»: "O ódio e a vingança parecem caracterizar os sentimentos do rei D. Pedro em relação ao Sr. Marquês de Pombal. Estamos longe de fazer apologia deste antigo ministro, mas julgo que ele não devia ser atacado por factos que se prendem directamente com a reputação do falecido Rei (D. José I). Se se decidir perseguir e atacar o Sr. Marquês de Pombal, há matéria de sobra no que respeita simplesmente a diversos aspectos da sua administração." pois, atacar o Marquês de Pombal, poderia implicar atingir a memória do falecido rei, seu irmão.

A Rainha Maria I e o rei D. Pedro III de Portugal

Era muito religioso, tal como D. Maria, cognominada "a piedosa", e chegou a ser apelidado de "sacristão" pelo historiador liberal do século XIX Oliveira Martins, que assim o classifica: "... O rei (...) não se concebe homem mais feio, com cara de idiota, expressão feroz, cabeleira desalinhada, ar de bêbado, um sacristão." O último biógrafo da rainha, Caetano Beirão, ergue-se contra tal caricatura, afirmando que os reis eram decerto muito devotos mas a sua fé "era viva, servida por uma inteligência esclarecida sem qualquer superstição".
Defendeu os jesuítas, que haviam sido expulsos pelo Marquês de Pombal em 1759, declarando: "Não esquecerei nunca os bons ensinamentos e instruções que eles me deram." o que contribuiu para a restauração da Companhia de Jesus, conseguida prudentemente pela rainha junto da Santa Sé, e com cuidado para não se indispor com a Corte dos Borbóns de Espanha.
Vergennes escreveu ao embaixador de França em Lisboa sobre a "beatice" e a atitude política do rei que o inquietava: " Em nossa opinião, este príncipe comporta-se de forma muito pouco política em relação aos ex-jesuítas portugueses que acabam de ser postos em liberdade. Isso marca uma predilecção por essa ordem que só pode desagradar ao Rei Católico, nas boas graças do qual nos parece essencial que Portugal se mantenha. Mas (...) parece não ser fácil insinuar essa verdade ao rei D. Pedro."

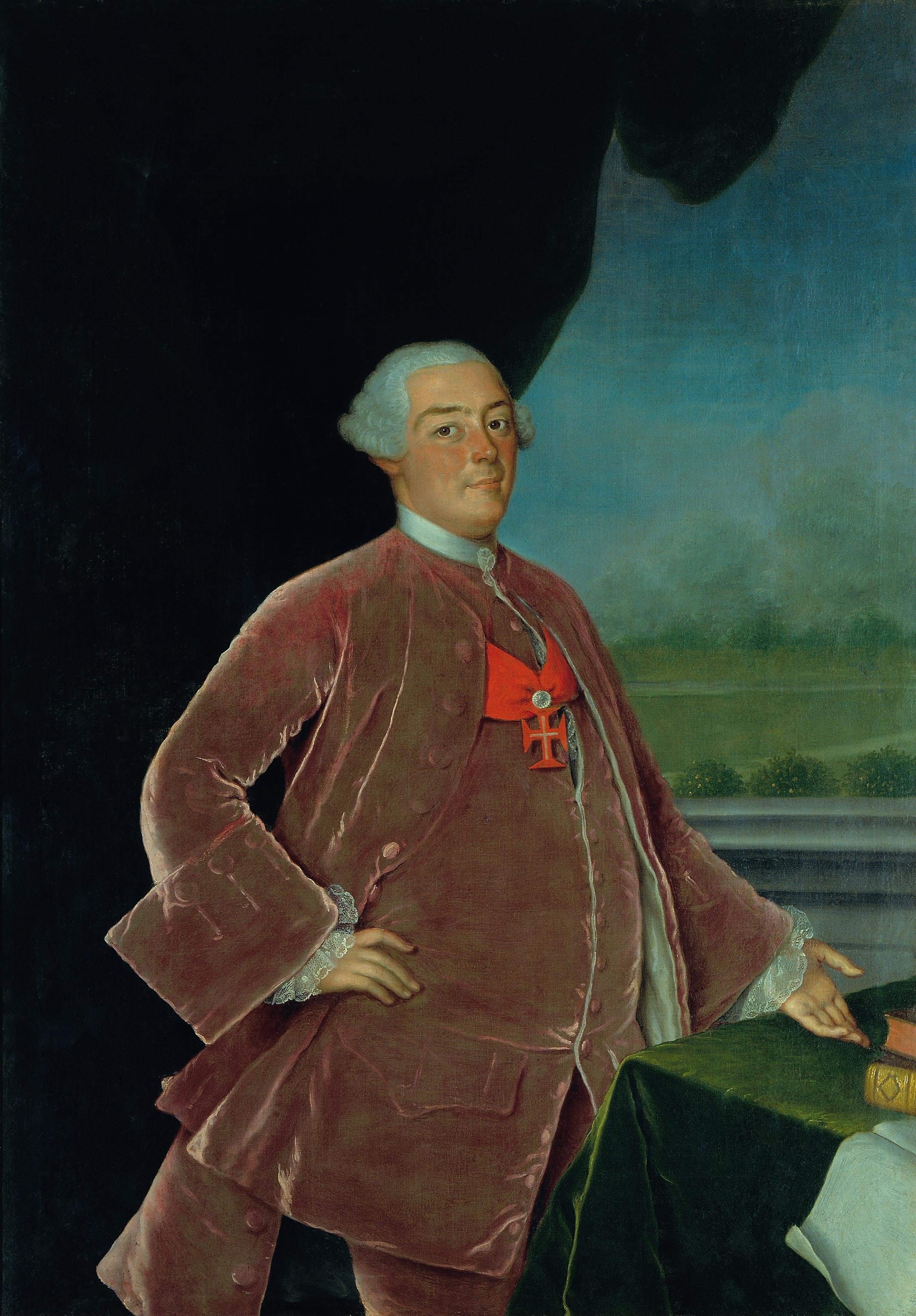
D. Pedro III, retrato por Vieira Lusitano, c. 1760-70

Embora seja considerado pelos contemporâneos como uma figura politicamente neutra, possuía uma grande influência sobre sua sobrinha e esposa, que adorava e pela qual era adorado, e que acabava sempre por atender as suas petições, que alguns classificavam como sendo "na maioria das vezes deslocadas". Quando inquirido sobre esta ou aquela individualidade, emitia sempre a sua inalterável opinião: "É capazeidóneo!" a verbalização, involuntariamente aglutinada, das qualidades "capaz" e "idóneo", o que lhe valeu o impiedoso cognome de o Capacidónio.
Lançou em 24 de Outubro de 1779, a primeira pedra da Basílica da Estrela, mandada construir pela rainha D. Maria I em cumprimento de uma promessa feita, caso lhe fosse concedida descendência varonil. 
D. Pedro III foi protector da alta fidalguia. Patrocinou, por isso, as petições dos herdeiros dos justiçados pelo célebre Processo dos Távoras, cuja reabilitação foi objecto de novos processos judiciais, em que os herdeiros também perderam a restituição dos bens.
Era, todavia, membro da maçonaria.
Faleceu no Paço de Nossa Senhora da Ajuda, em Lisboa, a 25 de maio de 1786, com 68 anos de idade, nove de reinado conjunto com D. Maria I. A sua morte, juntamente com outros factos, terá contribuído para a loucura da rainha. Jaz no Panteão dos Braganças em São Vicente de Fora.

## Títulos, estilos e honrarias

### Títulos e estilos
- 5 de Julho de 1717 – 21 de Julho 1742: Sua Alteza, O Infante Pedro de Portugal
- 21 de Julho de 1742 - 24 de Fevereiro de 1777: Sua Alteza, O Duque de Beja
- 6 de Junho de 1760 – 24 de Fevereiro de 1777: Sua Alteza Real, O Príncipe do Brasil
- 24 de Fevereiro de 1777 – 25 de Maio de 1786: Sua Majestade Fidelíssima, O Rei de Portugal e dos Algarves

O estilo oficial de Pedro como rei era: "Pedro III, pela Graça de Deus, Rei de Portugal e dos Algarves, d'Aquém e d'Além-Mar em África, Senhor da Guiné e da Conquista, Navegação e Comércio da Etiópia, Arábia, Pérsia e Índia, etc."

## Descendência
De seu casamento com Maria I de Portugal, tiveram os seguintes filhos:
- José, Príncipe do Brasil (20 de agosto de 1761 - 11 de setembro de 1788), casou com a sua  tia, Maria Benedita de Bragança, não tiveram filhos;
- João Francisco de Bragança (16 de setembro de 1763 - 10 de outubro de 1763), morreu com três semanas de idade;
- João VI de Portugal (13 de maio de 1767 - 10 de março de 1826), casou-se com Carlota Joaquina de Bourbon, tiveram nove filhos;
- Mariana Vitória de Bragança (15 de dezembro de 1768 - 2 de Novembro de 1788), casou-se com Gabriel de Bourbon, tiveram três filhos;
- Maria Clementina de Bragança (9 de junho de 1774 - 27 de junho de 1776), morreu com dois anos de idade;
- Maria Isabel de Bragança (12 de dezembro de 1776 - 14 de janeiro de 1777), morreu com um mês de idade.